# Hormero
Se llama hormero a la persona que tiene por oficio fabricar hormas. 
Para un hormero es tan útil como necesario que conozca no solo la estructura y la buena conformación que deben tener los pies de la persona sino también que sepa montar un zapato. Es esta la razón por la que gran parte de hormeros son hombres que han dejado el cuero para trabajar en la madera. En el corte y en una confección acabada y perfecta de moldes sólidos más o menos largos, más o menos gruesos, de madera de haya o carpino siempre es en lo que consiste el principal talento del hormero. Estos deben adecuarse al calzado de todo tipo, tanto botas como para zapatos. Para ello tienen que poner la máxima atención no solamente en formar con el pedazo de madera el largo y grueso del pie sino también dejar el hueco necesario para los dedos. Finalmente, deben seguir en cuanto sea posible todos los contornos que establecen la forma de los pies. Los hormeros también se ocupan de hormas largas y aplanadas así como para los guantes y otros objetos.

## Antes de los hormeros
Mucho tiempo antes de que hubiese hormeros una sola horma era suficiente para hacer un par de zapatos. Pero como era recta y a menudo la misma para gran número de personas ya que se podía ensanchar y alargar por medio de alzas y añadidos para adecuarla a todas las medidas, resultaban graves inconvenientes. En particular dejaban las suelas flojas que se rompían cediendo con los continuos esfuerzos del pie al andar. Entonces, los zapatos se caían muy fácilmente y aunque se tomase la precaución de cambiar de pie, no por eso dejaban de calzar mal. Las hormas a la medida de los dos pies y encorvadas una y otra según su conformación natural, no pueden dejar de encajonar estos exactamente. Para ello, en el momento de hacerlas el hormero debe cuidar de dejarlas un poco más anchas porque los cueros, después de haber sido mojados, se encogen siempre una vez secos, y los mayores esfuerzos que se hacen al andar recaen sobre el talón obligándole a doblarse. Además de las hormas dobles para los zapatos, siguen el mismo sistema respecto de las que sirven de ensanchadores de las botas. 

## Modo de trabajo
Los hormeros emplean ordinariamente la madera de carpino muy seca. También podrían valerse del nogal y aun de caoba; pero el alto precio de esta la hace más preciosa que las otras y no recurren a ella sino en el caso de que el cliente lo exija expresamente. Para desbastar la madera sobre el tajo los hormeros trabajan de pie igual que cuando usan la cuchilla. Para limarla y pulirla se sientan con un mandil de piel de carnero delante de sí. 
Para serrar y preparar la madera se valen de sierras más o menos fuertes; para henderlas, de una hacha algo diferente de las comunes que ellos llaman doladera. La cuchilla se encuentra fija por una de las extremidades a un anillo clavado con mucha firmeza. Deben saber usarla con tanta rapidez como habilidad, porque es preciso que pongan el mayor cuidado de no tomar demasiado del espesor de la madera. Por el contrario, más vale en el caso de que se trata, que le quede aun algo que quitar con  limas redondas cuadradas o aplanadas y medio redondas. Entonces fijan la horma en un torno para ponerla en estado de pulimentarla con un raspador hecho de un filo afilado en todos los sentidos. 
En cuanto al resto de los útiles, le basta un torno de dos puntas, una sierra de mano, un escoplo plano, una gubia mediana, un berbiquí y algunas barrenas de diferentes gruesos. Después de emplear el raspador, concluye de pulimentar la madera con lija, cola de caballo, o papel de vidrio.